# Anna Delvey
Vous lisez un « bon article » labellisé en 2020.
Anna Sorokin, dite Anna Delvey, née le 23 janvier 1991 à Domodedovo en Russie, de nationalité russe et naturalisée allemande, s'est rendue célèbre en se livrant à des actes d'escroquerie notamment aux États-Unis. Arrivée en Allemagne pendant l'adolescence, elle s'intéresse à la mode et effectue un stage au sein du magazine français Purple. Elle commence alors à se faire appeler Anna Delvey. En 2013, elle imagine le projet d'une fondation d'art contemporain, la Anna Delvey Foundation.
En 2016, elle s'installe à New York sous le nom d'Anna Delvey et se présente comme une riche héritière allemande. Pour sa prétendue fondation, elle cherche à louer la Church Missions House, un bâtiment historique de New York : à cette fin, elle tente d'obtenir frauduleusement un prêt de cinquante millions de dollars auprès de deux banques, en continuant à se faire passer pour une riche héritière afin de bénéficier de diverses faveurs.
Les banques concernées découvrent enfin qu'elle a fourni de faux documents pour obtenir son prêt, tandis que plusieurs de ses amis et fournisseurs la poursuivent pour vol, grivèlerie et escroquerie. En 2019, elle est condamnée par la justice américaine pour escroquerie, grand banditisme et crime organisé.

## Biographie

### Enfance et éducation

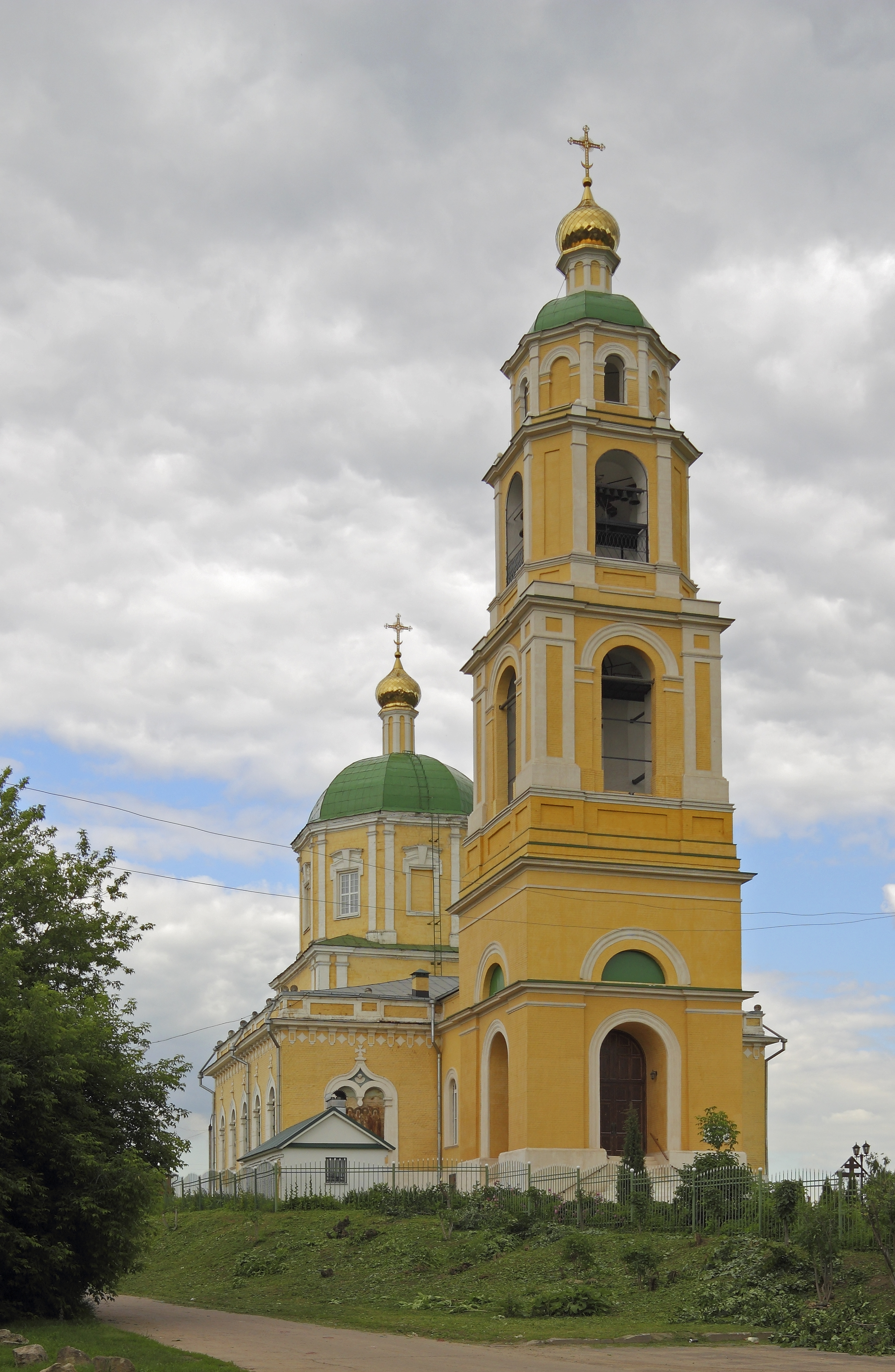
Église de Domodedovo, la ville native de Sorokin.

Anna Sorokin naît sous le nom d'Anna Vadimovna Sorokina à Domodedovo (alors en république socialiste fédérative soviétique de Russie) le 23 janvier 1991,. Son père, Vadim Sorokine, est un conducteur de poids lourds devenu chauffagiste, tandis que sa mère travaille dans une petite épicerie avant de devenir femme au foyer,. Elle a un frère cadet. Elle manifeste dès l'école primaire sa passion pour les magazines de mode et son désir de travailler plus tard dans la mode. Son film préféré est Lolita malgré moi. Selon une camarade de classe, elle a un caractère difficile et se montre fréquemment désagréable ou condescendante envers des personnes qu'elle juge de statut inférieur au sien.
La famille s'installe en Allemagne en 2007, à Eschweiler, à 60 km de Cologne, alors que la jeune Anna Sorokina a seize ans. Elle fréquente un lycée à Eschweiler, où elle laisse le souvenir d'une fille timide avec des difficultés en allemand. Elle termine le lycée en 2011 puis postule au Central Saint Martins College of Art and Design à Londres. Elle y est acceptée, mais ne donne pas suite et finit par ne jamais s'inscrire dans cet établissement. À la place, elle s'installe à Berlin et y travaille pendant un très court laps de temps dans une entreprise de relations publiques,.

### Stage àPurpleet début de notoriété
Elle décroche ensuite un stage à Purple, un magazine de mode, d'art et de culture édité à Paris. Le magazine, créé en 1992, est dirigé par son cofondateur Olivier Zahm. C'est pendant ce stage, en 2013, qu'elle commence à se faire appeler Anna Delvey et à se faire passer pour une héritière allemande,, affirmant qu'elle est née à Cologne. Dès le début de son stage, elle s'improvise assistante personnelle des rédacteurs et photographes plus haut placés. Un cadre de l'entreprise affirme qu'elle aurait été harcelée par certains collègues et clients de l'époque en raison de son caractère timide et emprunté. En public, elle prétend faire partie de l'équipe à temps plein du journal jusqu'à gagner une certaine notoriété au sein du milieu français de la mode, l'appartenance au magazine lui permettant de se rendre dans les clubs privés les plus difficiles d'accès. Pendant son stage, elle porte des vêtements produits par des marques de luxe à des prix bien au-delà du revenu d'une stagiaire.
Anna Delvey quitte Paris après son stage, mais ne prévoit pas de s'installer définitivement quelque part. En 2013, elle rencontre un homme, dont on sait qu'il est futurologue et s'exprime à des TED Talks, il a fait l'objet d'un profil détaillé dans le New Yorker un peu auparavant. La description peut s'appliquer à plusieurs hommes, et l'identité du petit ami de Delvey reste longtemps un mystère pour la presse, bien que l'attention se porte majoritairement sur Hunter Lee Soik, un nomade numérique qui développe une application visant à créer une « base de données des rêves », Shadow. Il semblerait que le couple se soit rencontré lors de la tournée de Soik visant à faire connaître son application.
Pendant la deuxième moitié de l'année 2013, elle voyage aux États-Unis et en Europe aux frais de clients, de partenaires et d'anciens collègues de Purple. Fin septembre 2013, elle se rend à la semaine de la mode de Paris, où elle fait partie des vingt principaux influenceurs présents d'après 10 Days in Paris, qui indique également qu'elle travaille à Purple, bien que ce ne soit probablement plus le cas à cette période. Le site éditorial répondra plus tard à une journaliste avoir mentionné Anna Delvey pour la remercier d'un travail non rémunéré qu'elle a effectué pour la rédaction.
C'est également à cette époque qu'elle commence à se rendre de plus en plus souvent et de plus en plus longtemps à New York, où elle agrandit rapidement son cercle social. Elle commence également à faire référence à un projet de création d'une fondation d'art contemporain.

### Début de l'escroquerie
De 2013 à 2015, Anna Delvey dépense beaucoup d'argent. On ne sait pas d'où proviennent ces fonds, les deux théories les plus courantes étant que des amis paient ses dépenses ou bien qu'elle s'endette énormément. En 2014 et 2015, cependant, on sait qu'elle commence à demander de l'argent à de nombreuses personnes. En 2015, après la semaine de la mode de Paris, elle appelle en larmes une de ses connaissances new-yorkaises en affirmant que sa carte de crédit ne fonctionne pas et qu'elle a besoin que cette personne lui donne son numéro de carte de crédit pour payer sa facture d'hôtel de 45 000 $. Cette personne refuse de l'aider, estimant le montant trop élevé, Anna Delvey ne lui adresse plus jamais la parole. Un responsable de Purple lui envoie quelques mois plus tard son numéro de carte de crédit pour un hôtel new-yorkais, après avoir reçu le même type d'appel et sans avoir demandé le montant de la facture : le lendemain, American Express lui demande de confirmer une dépense de 31 000 $. Il fait annuler la dépense, mais ne reparle pas de l'affaire et n'entreprend aucune action particulière. De son côté, Soik accumule 82 000 $ de dettes et ne donne plus aucune nouvelle de l'application Shadow.
Anna Delvey visite la biennale de Venise avec Michael Xufu Huang, qui lui avance deux ou trois mille dollars pour son voyage,. À chaque demande de remboursement, Anna se gausse de sa mauvaise mémoire, puis feint à nouveau d'oublier jusqu'au rappel suivant. Huang considère la somme insignifiante et renonce à se faire rembourser.
En 2015, la création d'une fondation d'art évoquée rapidement au détour de discussions devient un véritable projet. Hunter Lee Soik organise des repas ouverts aux journalistes du monde de la technologie, lors desquels il mentionne l'Anna Delvey Foundation, censée être une galerie d'art couplée à une discothèque privée. Il prépare également un premier document de présentation du projet, bien que ce dernier n'ait pas encore pris forme.
Fin 2015, Soik et Delvey se séparent. Soik s'installe à Dubaï et Anna Delvey à Manhattan. Elle s'invente une histoire d'héritière d'une fortune de 60 millions de dollars qui seraient détenus dans des comptes à l'étranger auxquels elle n'aurait pas accès, mais dont elle disposerait à partir de son vingt-cinquième anniversaire. Interrogée sur l'origine de sa fortune, elle invente différentes histoires faisant de son père un diplomate, un magnat de l'énergie ou un antiquaire, elle mentionne parfois un « passé artistique » lié à sa famille, sans plus de précisions. Elle se dit allemande, mais certaines personnes se rendent compte qu'elle ne maîtrise pas bien cette langue, mais cela ne porte pas à conséquence dans son cercle social où les gens tendent à ne pas parler de leur vie privée.
En janvier 2016, Anna Delvey organise une grande soirée d'anniversaire dans l'un de ses restaurants favoris, Sadelle's. Quelques jours plus tard, le restaurant contacte plusieurs invités de la fête d'anniversaire, dont Michael Xufu Huang, pour leur demander les coordonnées de Delvey, qui n'a jamais réglé la soirée,. Pour couvrir ses dépenses, Delvey signe des chèques sans provision et affirme que ses banques ont encore bloqué les fonds, ou se fait payer des services par ses proches et ne les rembourse jamais. Delvey se lie au passage d'amitié avec Macaulay Culkin. Elle organise de grands dîners au Coucou et y invite de nombreuses célébrités new-yorkaises. Martin Shkreli, invité à une de ses soirées, y fait jouer Tha Carter V, l'album de Lil Wayne qu'il a acheté pour être 
le premier au monde à pouvoir  l'écouter.

### Anna Delvey Foundation

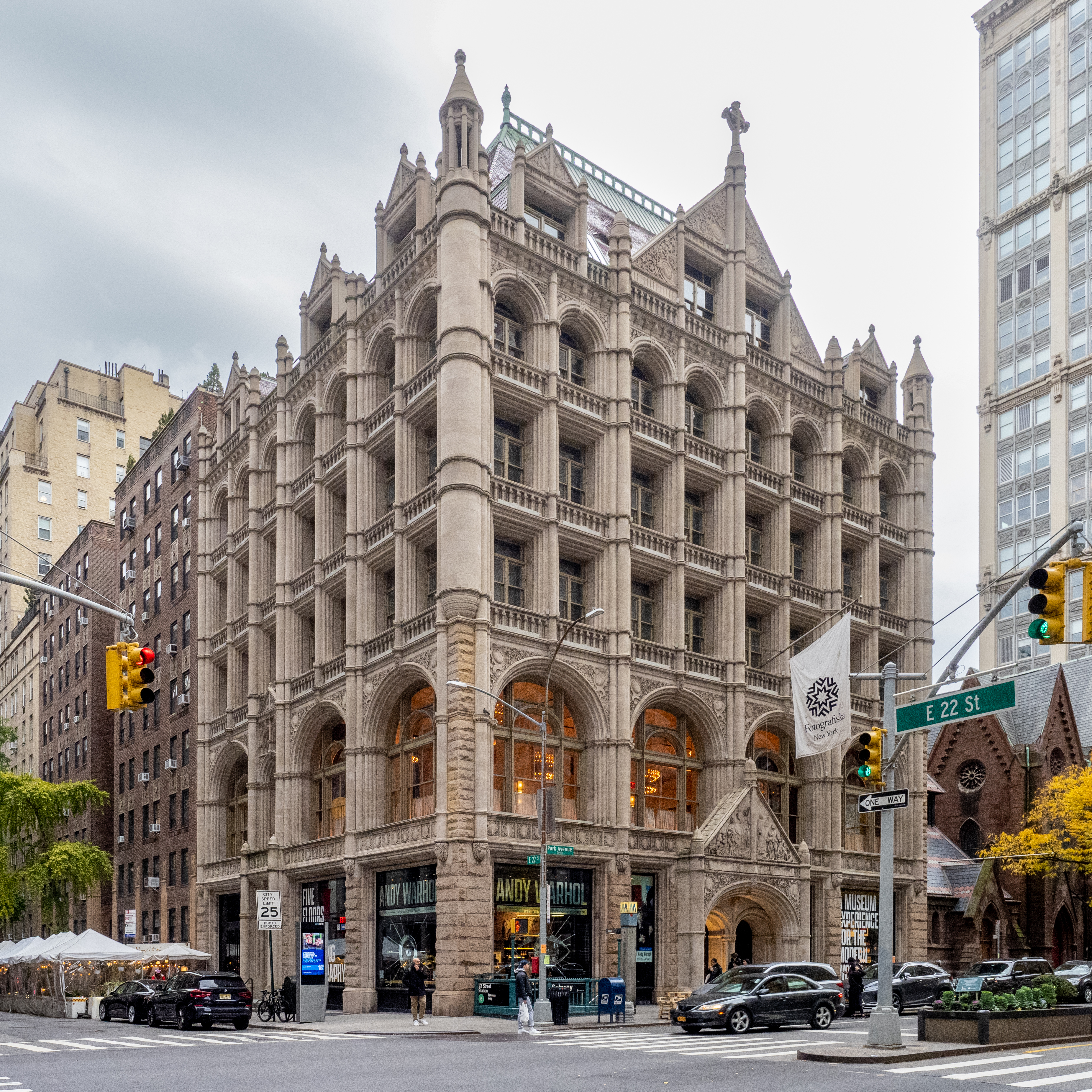
La Church Missions House qu'Anna Delvey prévoit d'acheter pour ses projets.

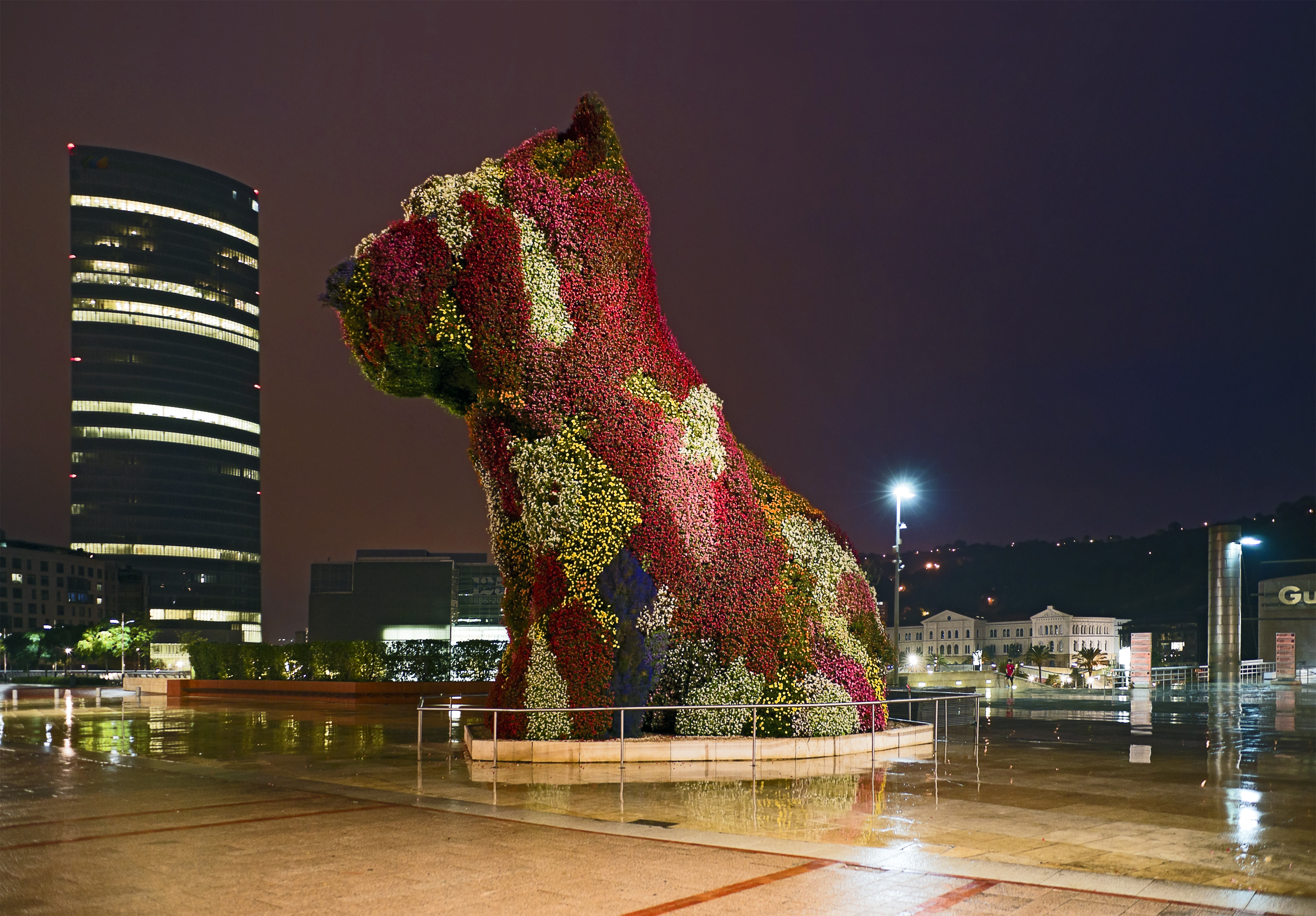
La sculpture Puppy de Jeff Koons, dont Anna Delvey prétend qu'il participera à l'Anna Delvey Foundation.

Anna Delvey décide de créer une fondation d'art avec son patrimoine fictif et affirme qu'elle souhaite redistribuer l'énorme fortune dont elle a hérité au lieu de la garder pour son usage personnel. Elle compte créer son club privé, le Anna Delvey Club, et sa galerie d'art, l'Anna Delvey Foundation, abrégée en ADF NYC. La fondation doit accueillir de nombreuses œuvres d'art contemporain et un studio ouvert aux artistes. Elle veut y installer de nombreux magasins éphémères gérés par l'artiste Daniel Arsham, qu'elle a rencontré pendant son stage chez Purple. Elle y prévoit également des expositions de Urs Fischer, Damien Hirst, Jeff Koons, et Tracey Emin. Elle raconte par ailleurs que Christo a accepté de participer à l'inauguration du bâtiment, ce que Christo dément catégoriquement auprès de journalistes en 2019. Le club s'inspire du SoHo Club et Anna Delvey confie à la réceptionniste de son hôtel que d'autres discothèques ouvriront ensuite à Los Angeles, Londres, Hong Kong et Dubaï.
Elle demande de l'aide à une connaissance professionnelle de son ancien partenaire, Hunter Lee Soik, qui travaille dans l'immobilier. Un de leurs employés a travaillé pour Aby Rosen, propriétaire de la Church Missions House. Il s'agit d'un immeuble de 4 000 m2 et six étages situé au coin de Park Avenue et de la 22e rue.
Pour financer son projet, elle se tourne d'abord vers des investisseurs privés en leur expliquant qu'il lui faut 25 millions de dollars en plus des 25 millions qu'elle prétend déjà avoir. Le bâtiment à lui seul, sans aménagements, doit coûter 30 à 40 millions de dollars.
Au milieu de l'année 2016, Delvey doit quitter le sol américain pour renouveler son visa. Elle se rend alors en Allemagne, où elle réside probablement chez ses parents. Elle racontera à ses amies new-yorkaises avoir fait de longues randonnées pour s'éloigner de l'ambiance de sa famille et gérer son stress. Pendant ce voyage, elle arrête de contacter des investisseurs, au prétexte qu'ils voudraient avoir un pouvoir décisionnaire et qu'à 25 ans, elle veut absolument garder le contrôle total sur sa première entreprise. Une journaliste suggère que ce revirement serait plutôt la conséquence des refus qu'elle a essuyés. Elle décide alors d'obtenir un prêt bancaire, d'un montant de 22 millions de dollars. 
Son projet est détaillé dans une présentation de 94 pages : elle y explique l'architecture du lieu qu'elle a choisi, son plan de rénovation en 16 semaines et les soutiens qu'elle a déjà reçus. Elle s'inquiète également régulièrement auprès de ses proches de l'utilisation de son propre nom pour la fondation, se demandant s'il est trop narcissique et si elle devrait en choisir un autre, sans le faire. Elle revoit également ses besoins à la baisse en demandant trois millions de dollars de moins qu'auprès des investisseurs privés.

### Échec des demandes de prêts et endettement
Anna Delvey signe un contrat avec le cabinet d'avocats Gibson Dunn, qui la met en contact avec plusieurs grandes banques, dont la City National Bank basée à Los Angeles. Le cabinet explique à la banque que la fortune d'Anna Delvey est immense, mais bloquée en Suisse, et que le prêt de 22 millions de dollars sera assuré par UBS. Anna Delvey signe aussi avec deux autres cabinets, mais ne paie aucune de leurs prestations ce qui donne lieu au total à 250 000 $ d'honoraires impayés.

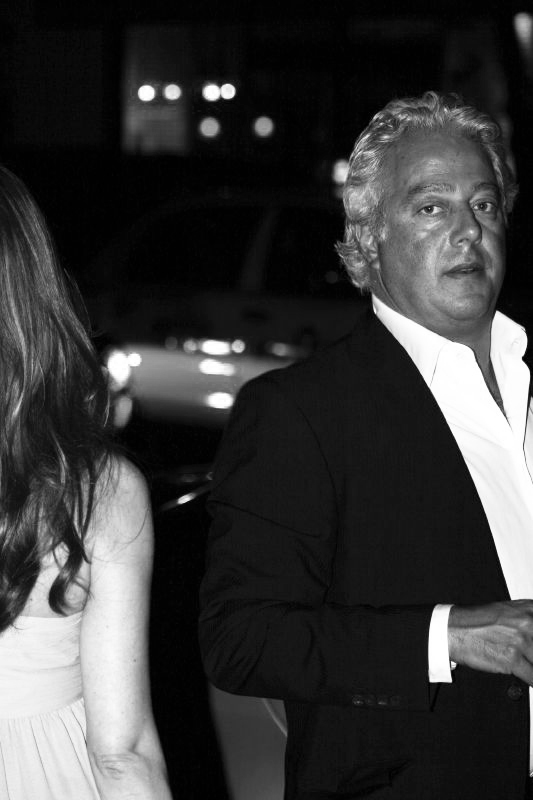
Aby Rosen, propriétaire de la Church Missions House.

Un banquier de la City National Bank s'étonne que ses relevés bancaires soient envoyés par une adresse email AOL et Anna Delvey lui répond qu'il s'agit de messages provenant de son gestionnaire de patrimoine, basé à Cologne, et non directement d'UBS. Les relevés bancaires de Delvey annoncent une fortune de 68 millions de dollars environ, et elle envoie le dossier finalisé le 21 novembre 2016. Le gestionnaire de patrimoine n'existe pas plus que le patrimoine en question : elle falsifie en réalité des déclarations en utilisant Microsoft Word et une adresse email anonyme, ainsi qu'un téléphone jetable. Quand elle estime que la City National Bank lui pose trop de questions, elle finit par raconter que le gestionnaire de patrimoine est décédé et qu'il lui faut plus de temps pour remettre ses affaires en ordre. La réceptionniste de l'hôtel où réside Delvey croise par hasard le fils d'Aby Rosen et lui raconte qu'elle a visité récemment la Church Missions House avec Anna Delvey. Il lui répond qu'il n'a jamais entendu parler d'elle.
En décembre 2016, la City National Bank refuse la demande de prêt d'Anna Delvey. En parallèle, la banque Fortress lui demande une caution de 100 000 dollars pour lui accorder son prêt,. Elle les obtient en demandant une faveur à City National : une demande de découvert de 100 000 euros, qu'elle affirme pouvoir rembourser en un mois contrairement au prêt. Elle obtient la somme demandée, qu'elle transfère immédiatement à Fortress. Fortress annonce vouloir envoyer un représentant discuter en personne avec la banque suisse où elle prétend avoir sa fortune bloquée afin de confirmer le prêt et Delvey annule sa demande tout en récupérant 55 000 $ de sa caution. Elle les transfère sur un compte Citibank et dès qu'elle obtient son visa, elle retourne à New York. Pendant cette période, elle reçoit 158 textos d'un banquier de Fortress qui se dit amoureux d'elle et lui a fourni les documents nécessaires pour son prêt, elle n'y répond pas.
En janvier 2017, elle s'installe pour trois mois à l'hôtel 11 Howard à SoHo, où elle est connue pour donner des pourboires de 100 $ à tout le petit personnel tout en se montrant souvent méprisante. Elle y réside dans une chambre à 400 $ la nuit,. L'hôtel est très reconnu et exclusif, mais surtout, il est la propriété d'Aby Rosen, également propriétaire de la Church Missions House qu'elle souhaite acquérir. Elle se lie d'amitié avec la concierge de l'hôtel, Neffatari Davis. Davis devient sa connaissance la plus proche à New York, son autre amie étant Rachel DeLoache Williams (en), une photographe de mode qu'elle a rencontrée lors de son précédent séjour à New York. Elle paie aussi 4 500 $ en liquide pour s'assurer les services de la coach de vie Kacy Duke (en), à 300 $ par séance. Elle prend aussi l'habitude d'inviter ses amies, Neffatari Davis et la photographe Rachel DeLoache Williams, à des spas et de courtes vacances. Rachel DeLoache Williams fait en particulier remarquer qu'elle a 40 000 abonnés sur Instagram, ce qui prouve sa légitimité à ses yeux, même dans des circonstances suspectes.
Toutes ses cartes de crédit sont bloquées les unes après les autres, et peu après, l'hôtel se rend compte qu'elle n'a jamais payé son séjour. Parce qu'elle a prévu de rester longtemps, l'hôtel a accepté de recevoir un virement plutôt que de prendre une carte de crédit,, mais le virement n'est jamais arrivé et Anna Delvey a désormais 31 460 dollars de dettes auprès du 11 Howard,, qu'elle doit rembourser en moins de vingt-quatre heures. Son ardoise au Coucou, où elle organise la plupart de ses rendez-vous professionnels, continue, elle aussi, à augmenter.
En avril 2017, elle dépose 160 000 $ sur son compte bancaire à l'aide de chèques sans provision et retire 70 000 dollars en liquide avant que les chèques ne soient signalés. La procédure est risquée et très facilement traçable, et il est possible qu'il se soit agi d'une solution de dernier recours pour combler ses dettes en attendant une éventuelle rentrée d'argent. Au même moment, Neffatari Davis discute avec le fils d'Aby Rosen, le propriétaire de la Church Mission House, qui fait remarquer qu'une véritable acheteuse du bâtiment aurait été invitée par son père, aussi propriétaire de l'hôtel, à résider dans une suite plutôt que dans une chambre de milieu de gamme. Quelques jours plus tard, le 11 Howard reçoit un virement de 30 000 $ de la part de Citibank pour couvrir les dettes d'Anna Delvey. Elle se rend juste après à un séminaire sur la finance à Omaha ; se promenant au zoo, elle y rencontre Warren Buffett et Bill Gates à un dîner privé. Une théorie veut qu'elle s'y soit retrouvée par hasard, une autre qu'elle ait prétendu que son père était un ami de Buffett,. Elle est invitée à faire le trajet pour Omaha en jet privé de l'entreprise Blade, une réservation qu'elle obtient en fournissant une fausse confirmation de virement de la Deutsche Bank. Son retour est annulé par Blade, mais elle parvient à rentrer à New York d'une autre façon. Blade portera ensuite plainte contre elle.
Pendant son séjour, l'hôtel remarque qu'elle n'a toujours pas ajouté de carte de paiement sur son compte et bloque son accès à sa chambre. Ses affaires sont rangées dans un entrepôt en attendant qu'elle paie ses nouvelles dépenses. Pour se venger, elle achète les noms de domaine aux noms de tous les gestionnaires de l'hôtel pour les forcer à la payer s'ils veulent s'en servir, sur le modèle des vengeances de Martin Shkreli.

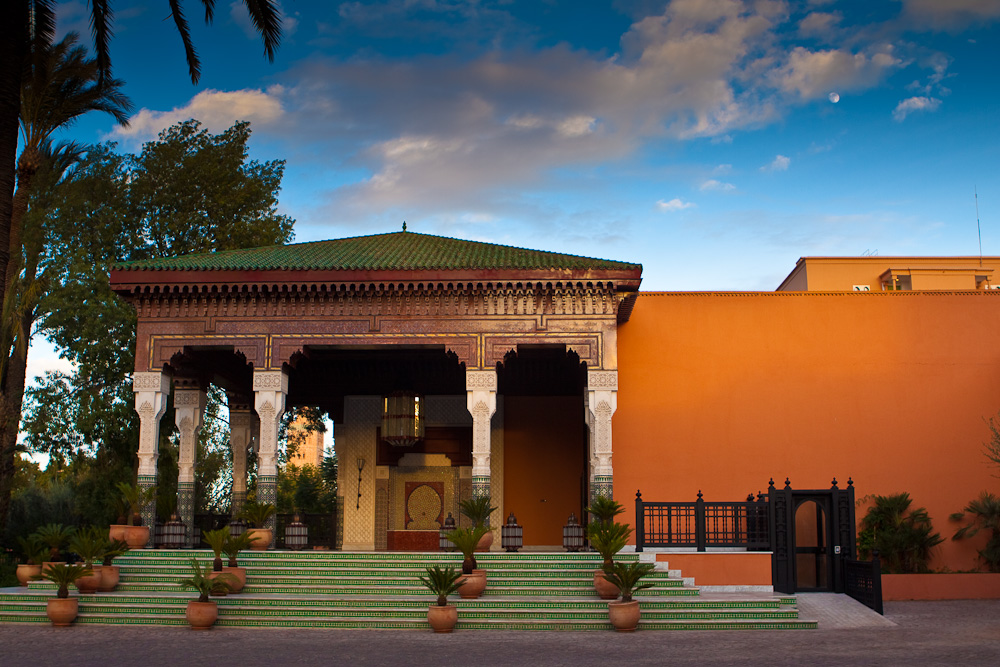
La Mamounia, l'hôtel où Anna Delvey escroque son amie Rachel DeLoache Williams.

Disant devoir quitter le pays pour renouveler son visa, elle part alors pour huit jours de vacances à l'hôtel La Mamounia au Maroc avec son amie Rachel DeLoache Williams,. Elle emmène également sa coach Kacy Duke, qui tombe malade le deuxième jour et rentre immédiatement à New York, et un photographe, Jesse Hawk. Elle affirme que ce séjour servira à tourner un documentaire sur son projet de fondation, sur le modèle des vidéos promotionnelles du Fyre Festival, ce qui persuade le photographe de l'accompagner, convaincu qu'il s'agit d'un déplacement professionnel. Il est possible que le projet de Delvey ait été de vendre une docu-série sur son projet afin de pouvoir le financer, mais elle est très mal à l'aise devant la caméra et finit par seulement poser pour des photos. Sa carte bleue est refusée alors qu'elle dépense quelques milliers de dollars pour des vêtements au souk de Marrakech, et Williams suppose que la carte a été bloquée parce que Delvey a oublié de prévenir sa banque de son voyage. Williams se retrouve contrainte de payer pour elle,. Elle croit qu'il s'agit seulement d'une autorisation temporaire en guise de caution, mais Delvey ne remplace évidemment jamais la carte de caution par une carte personnelle. Elle se retrouve donc avec 58 000 $ de dettes alors que Delvey lui promet de lui verser 70 000 $ quelques jours plus tard. Jesse Hawk, le photographe, se méfie d'elle : il la trouve ennuyeuse et trop mal élevée pour faire partie de la haute société, et demande à rentrer chez lui.
À son retour, elle quitte le 11 Howard et se rend au Beekman Hôtel, dont elle est expulsée après 20 nuits impayées. Elle part ensuite à l'hôtel W, où elle n'est autorisée à rester que deux jours, et le 5 juillet 2017, elle n'a nulle part où passer la nuit. Elle demande à dormir sur le canapé de sa coach, Kacy Duke. Un mois après les vacances, Williams n'a récupéré qu'un virement de 5 000 $. Les amis d'Anna Delvey, ne voulant pas la laisser à la rue, paient deux nuits au Bowery Hôtel, qu'elle ne remboursera jamais non plus. Toujours en juillet 2017, Anna Delvey est arrêtée après avoir tenté de quitter un restaurant sans payer sa note de 200 $, elle est convoquée au tribunal quelques mois plus tard.

### Arrestation et condamnation
Deux hôtels et un restaurant portent plainte contre Anna Delvey pour vol. Elle retire à nouveau 8 200 $ auprès d'une autre banque grâce au dépôt de 15 000 $ de chèques en bois, et prend un aller simple pour la Californie, où elle visite un spa réservé aux célébrités, Passages. Elle rate ainsi la date de sa première convocation au tribunal de New York, le 5 septembre 2017, où elle doit être jugée pour trois instances de vol de services ; elle apprend dans la foulée que la Missions Church House a été louée au Fotografiska. Rachel DeLoache Williams, apprenant la nouvelle et discutant avec Kacy Duke, est enfin convaincue que Delvey est une escroqueuse et décide à son tour de porter plainte contre elle.
Le 3 octobre 2017, à Malibu, Williams écrit à Delvey qu'elle est prête à lui pardonner et l'invite à prendre un verre ensemble pour discuter. Il s'agit d'une fausse invitation organisée avec la police : à son arrivée au restaurant, Anna Delvey est arrêtée pour escroquerie par le Los Angeles Police Department,. Son arrestation est motivée par six affaires de grand banditisme contre des personnalités new-yorkaises et des hôtels,, pour un total d'environ 275 000 $, et un cas de vol de services.
Delvey est également jugée pour vol de services pour deux séjours au Beekman Hôtel et au W Downtown et pour un repas au Parker Méridien à New York, ainsi que pour un vol en jet privé impayé. Sa demande de libération sous caution est refusée en raison de son récent départ pour la Californie, qui la rend suspecte de vouloir s'enfuir.
Elle est incarcérée à Rikers Island puis à la prison pour femmes de Bedford Hills à partir du 15 mai 2018 ; elle y est envoyée à l'isolement plusieurs fois pour insubordination.
Son avocat affirme que son traitement dans le spa de Malibu a été imposé par sa santé et qu'elle n'avait pas l'intention d'échapper à un procès. L'essentiel de la défense d'Anna Delvey, pendant l'ensemble de ses procès, consiste à soutenir que ses actions n'ont pas été entreprises dans le but d'obtenir de l'argent, mais qu'elle voulait créer à tout prix sa fondation artistique et rembourser ses dettes par la suite ; son avocat souligne régulièrement le parallèle avec les rêves de Frank Sinatra exprimés dans la chanson New York, New York.
Elle ne montre aucune émotion pendant l'ensemble du procès, sauf un jour où elle refuse de se rendre à la cour puis pleure pendant une heure parce que ses vêtements lui déplaisent.
Début juin 2018, Delvey refuse de nouveau de plaider coupable pour une peine de trois à neuf ans de prison ferme. Son avocat affirme qu'elle n'acceptera qu'une peine de un à trois ans dans le cadre d'un arrangement avec la cour.
Le 12 juin 2018, juste après l'annonce d'une série Netflix sur Anna Delvey, une photo est publiée sur son compte Instagram. On la voit avec une réceptionniste de son hôtel qui aurait sympathisé avec elle, avec pour légende « Thelma & Louise ». La photo est rapidement supprimée ; elle n'a probablement pas été postée par Anna Delvey, qui n'a pas de téléphone en prison.
Le procès d'Anna Delvey commence le 19 juin 2018. Pendant ce procès, la juge Diane Kiesel l'accuse de sembler « plus intéressée par le fait de savoir qui va l'incarner à la télévision que ce qu'elle a fait à tous ces gens » et de ne pas manifester de remords.
Le 18 décembre 2018, Anna Delvey refuse un arrangement qui l'aurait libérée de prison en échange de son expulsion vers l'Allemagne. Elle doit donc être jugée le 20 mars 2019 par la juge Diane Kiesel. La sélection des jurés commence dans la semaine du 17 mars.
Le 25 avril 2019, le jury déclare Delvey coupable de plusieurs crimes, mais l'innocente de sa tentative d'emprunt bancaire et du vol à Marrakech. La falsification de documents pour le prêt est passible de la peine la plus lourde. En outre son visa américain est arrivé à expiration et elle sera donc expulsée du pays après sa peine quoi qu'il arrive. Pendant le procès, le procureur affirme que Delvey semble s'être « réjouie du sort de ses victimes » et qu'elle « semble plus s'inquiéter du sort de ses vêtements que des sentiments de ses victimes ». L'avocat de la défense la présente comme une entrepreneure et affirme qu'elle essayait seulement de gagner du temps avant de rembourser ses dettes. Delvey embauche une styliste personnelle pour soigner son apparence lors du procès : la personne ayant payé pour ses services reste anonyme, mais on sait que la styliste est une amie de Neffatari Davis.
Le 25 avril 2019, elle est jugée coupable de vol aggravé par la Cour suprême de Manhattan et condamnée à douze ans de prison, dont une peine minimale de quatre ans dont sera déduite sa durée d'incarcération préventive. Elle est également condamnée à une amende de 24 000 dollars et à verser 199 000 dollars de dommages-intérêts. Elle est cependant innocentée de l'escroquerie concernant Rachel DeLoache Williams, qui a volontairement fourni son numéro de carte de crédit et sa signature.
Après sa peine, elle devait être renvoyée en Russie ou en Allemagne,,.
Elle est libérée le 11 février 2021 mais reste aux États-Unis. En mars 2021, elle est arrêtée par les services de l'immigration (ICE) puisque son visa est arrivé à expiration et est placée en détention. Après avoir introduit un recours en février 2022 contre son ordre d'extradition vers l'Allemagne, elle est libérée sous caution en octobre 2022, mais confinée à New York en portant un bracelet électronique. Elle porte ce bracelet électronique lors de sa participation à l'émission de télévision Dancing with the Stars aux États-Unis, 33e saison sur la chaîne ABC.

## Notoriété et commercialisation de l'histoire d'Anna Delvey
En juin 2018, Shonda Rhimes annonce vouloir produire une série télévisée pour Netflix, retraçant la vie de Delvey. Dans le cadre de ce projet, Anna Delvey toucherait un forfait de 100 000 $ pour son histoire, ainsi que 7 500 $ de commission et 15 000 $ de frais de conseil par épisode, mais la procureure de New York interdit ces rémunérations en application de la « loi du Fils de Sam » qui interdit à une personne condamnée de tirer profit de ses crimes. La série, Inventing Anna, écrite par Shonda Rhimes et réalisée par David Frankel, suit une journaliste, jouée par Anna Chlumsky, qui enquête sur Anna Delvey, incarnée par Julia Garner.
Rachel Williams vend les droits de son histoire à HBO et à Simon & Schuster et publie un livre intitulé My friend Anna (en français : Mon amie Anna),. Delvey annonce son intention de publier un livre sur sa vie à New York et un autre livre sur le temps passé en prison.
Lena Dunham affirme travailler sur une autre adaptation en parallèle.
Dans la série télévisée américaine Katy Keene, le personnage de Pepper Smith, interprété par Julia Chan (en), est librement inspiré de Delvey.
En décembre 2019, un podcast audio en six épisodes réalisé par la journaliste Vicky Baker et la dramaturge Chloe Moss, publié par la BBC, raconte son histoire avec une voix documentaire et des passages joués par des acteurs.
En septembre 2024, Anna Delvey fait partie des candidats de la saison 33 de l'émission Dancing with the Stars.